# Sports Car GT
Sports Car GT – amerykańska wyścigowa gra komputerowa wyprodukowana przez Image Space Incorporated oraz wydana 30 kwietnia 1999 roku na PC i 31 marca 1999 roku na konsolę PlayStation.

## Rozgrywka
Sports Car GT jest samochodową grą wyścigową. Gracz bierze udział w wyścigach samochodów fabrycznych w wersjach GT. 
W liczbie 50 samochodów dostępne są między innymi Porsche 911, Callaway C7 i Callaway C12, BMW M3, Saleen Mustang, McLaren F1 GTR czy Mercedes CLK CTR. Więcej modeli jest dostępnych do pobrania za pomocą internetu. Gracz może zmieniać ustawienia samochodów.
Odpowiednie tryby gry pozwalają na wybranie pojedynczego wyścigu, jazdy na czas lub udziału w mistrzostwach przez jeden sezon. 
Wyścigi odbywają się na 8 torach w Stanach Zjednoczonych i Europie. Podczas wyścigów pogoda może się zmieniać tak jak i widoczność w porze dnia.
Gracz ma do wyboru widok z różnych kamer oraz możliwość nagrania i dostęp do powtórki z wyścigu.
Gra zawiera dwa tryby gry wieloosobowej; przez internet lub sieć lokalną.